# مقاطعة فلاغلر (فلوريدا)
مقاطعة فلاجلر (فلوريدا) هي مقاطعة في فلوريدا، بلغ عدد سكانها 95٬696  نسمة، في 2010، عاصمتها بانيل، تبلغ مساحتها 1٬478 كيلومتر مربع.

## الموقع
تشترك في الحدود مع:
- مقاطعة سانت جونز
- مقاطعة فولوسيا
- مقاطعة بوتنام (فلوريدا).

## التقسيمات الإدارية
- بانيل.